# Метицилин
Метицилин је бета-лактамски антибиотик уског спектра. Припада групи пеницилина и развијен је за борбу са сојевима грам-позитивних бактерија које луче бета-лактамазу, као нпр. посебно резистентиним сојевима Staphylococcus aureus који иначе не одговарају на терапију другим пеницилинима. Данас је увелико повучен из клиничке употребе и заменили су га диклоксацилин и флуклоксацилин.

## Механизам дејства
Као и други бета-лактамски антибиотици, метицилин делује инхибирајући стврање ћелијског зида бактерије, инхибицијом стварања пептидогликанских веза које спајају молекуле полимера који гради споменуту мембрану, примарно код грам-позитивних бактерија. Ово има бактерицидан учинак, како код следеће деобе бактеријске ћелије пуцају и угибају.

### Специфичност хемијске структуре метицилина
Специфичност метицилина је у његовој отпорности на дејство ензима бета-лактамазе које луче неки сојеви бактерија, а који се везује и разара бета-лактамски прстен инактивирајући цео антибиотски молекул. Присуство орто-диметоксифенилне групе везане са пеницилинско језгро метицилина онемогућава дејство ензима бета-лактамазе на бета-лактамски прстен, јер је овај ензим посебно осетљив на промене у просторној конформацији свог супстрата. Утолико метицилин може да делује на стандардан начин, без обзира на присуство пеницилазе.

## Доступни облици и клиничка примена
Иако је његова клиничка употреба у великој мери обустављена (захваљујући развитку флуклоксацилина и диклоксацилина) метицилин данас има улогу у лабораторијским тестирањима микробиолошких култура, где служи као референтна супстанца приликом одређивања антибиотске сензитивности датог соја. Некад је употребљаван у лечењу инфекција проузрокованих грам-позитивним, пеницилаза лучећим бактеријама. Није постојан у киселој средини желуца, па се примењивао искључиво интравенозно. Метаболише се у јетри, излучује ренално.